# إرفين فريدريك فاغنر
إرفين فريدريك فاغنر (بالألمانية: Erwin F. Wagner)‏ هو عالم كيمياء حيوية نمساوي، ولد في 25 نوفمبر 1950.